# Eder Borelli
Eder Nicolás Borelli Cap (ur. 25 listopada 1990 w Monterrey) – meksykański piłkarz pochodzenia argentyńskiego występujący na pozycji bocznego obrońcy, od 2020 roku zawodnik amerykańskiego El Paso Locomotive.

## Kariera klubowa
Borelli urodził się w meksykańskim mieście Monterrey, gdzie w klubie Tigres UANL występował wówczas jego ojciec – reprezentant Argentyny Jorge Borelli. Kilka miesięcy później Eder powrócił do ojczyzny rodziców i tam spędził całe swoje dzieciństwo. Mimo osiemnastu lat pobytu w Argentynie zawodnik czuje się jednak stuprocentowym Meksykaninem i zadeklarował chęć gry w tamtejszej reprezentacji narodowej. Piłkarską karierę rozpoczynał w zespole Nueva Chicago z siedzibą w stołecznym argentyńskim Buenos Aires. Barwy drużyny seniorów, występujących wówczas w trzeciej lidze argentyńskiej – Primera B Metropolitana – reprezentował przez dwa lata.
Latem 2010 Borelli powrócił do Meksyku, podpisując kontrakt z klubem Querétaro FC, którego trenerem był Argentyńczyk Ángel Comizzo. W meksykańskiej Primera División zadebiutował 24 lipca 2010 w przegranym 0:1 spotkaniu z Tigres UANL i od tamtego czasu regularnie pojawiał się w wyjściowej jedenastce drużyny. Premierowego gola w najwyższej klasie rozgrywkowej strzelił za to 12 marca 2011 w wygranej 2:1 konfrontacji z Pueblą.
W lipcu 2011 Borelli został piłkarzem ekipy Tigres UANL, w której występował przed laty jego ojciec. Już w swoim debiutanckim sezonie – Apertura 2011 – wywalczył z zespołem prowadzonym przez Ricardo Ferrettiego tytuł mistrza Meksyku. Jego skład w ten sukces był jednak niewielki – przez pół roku wystąpił w zaledwie jednym spotkaniu, nie potrafiąc wygrać rywalizacji o miejsce w składzie z Israelem Jiménezem. W 2012 roku wziął udział w pierwszym międzynarodowym turnieju w karierze, Copa Libertadores, gdzie wystąpił w dwóch meczach, a jego drużyna odpadła już w rundzie wstępnej, nie kwalifikując się do fazy grupowej.
| Sezon     | Klub             | Kraj      | Rozgrywki               | Mecze | Bramki |
| --------- | ---------------- | --------- | ----------------------- | ----- | ------ |
| 2008/2009 | CA Nueva Chicago | Argentyna | Primera B Metropolitana | ?     | ?      |
| 2009/2010 | CA Nueva Chicago | Argentyna | Primera B Metropolitana | ?     | 1      |
| 2010/2011 | Querétaro FC     | Meksyk    | Primera División        | 24    | 1      |
| 2011/2012 | Tigres UANL      | Meksyk    | Primera División        |       |        |